# Romeo + Juliet
Romeo + Juliet is de tiende verfilming in de geschiedenis van de Amerikaanse cinema van het gelijknamige werk van William Shakespeare. Deze film uit 1996 werd geregisseerd door Baz Luhrmann. De titelrollen werden vertolkt door Leonardo DiCaprio en Claire Danes.
De film is een moderne versie van de tragedie Romeo and Juliet van William Shakespeare. Zo zijn achtervolgingen te voet vervangen door auto-achtervolgingen en zwaarden door pistolen. Enkel de Shakespeare-dialogen zijn authentiek.
Romeo + JuIiet werd genomineerd voor een Oscar voor beste art-direction. Meer dan tien andere filmprijzen werden de productie daadwerkelijk toegekend, waaronder BAFTA Awards voor beste regie, beste script en beste productie-ontwerp, de Zilveren Beer voor Leonardo DiCaprio en de prijs voor beste regie op het Filmfestival van Berlijn.

## Inhoud
De film speelt zich af in Los Angeles, in het fictieve Verona Beach. Twee grote families, de Montagues en de Capulets, zijn in deze moderne versie van het verhaal rivalen in de zakenwereld. De gespannen sfeer tussen de families ontploft wanneer Romeo Montague en Juliet Capulet verliefd blijken te zijn op elkaar.

## Rolverdeling
| Acteur             | Personage         |
| ------------------ | ----------------- |
| Leonardo DiCaprio  | Romeo Montague    |
| Claire Danes       | Juliet Capulet    |
| John Leguizamo     | Tybalt            |
| Harold Perrineau   | Mercutio          |
| Pete Postlethwaite | broeder Lawrence  |
| Paul Sorvino       | Fulgencio Capulet |
| Diane Venora       | Gloria Capulet    |
| Brian Dennehy      | Ted Montague      |
| Christina Pickles  | Caroline Montague |
| Paul Rudd          | Dave Paris        |
| Vondie Curtis-Hall | kapitein Prince   |
| Miriam Margolyes   | zuster            |
| Jesse Bradford     | Balthasar         |
| Zak Orth           | Gregory           |
| Jamie Kennedy      | Sampson           |
| Dash Mihok         | Benvolio          |
| Vincent Laresca    | Abra              |

## Feiten
- Romeo + Juliet is de tweede film uit Baz Luhrmanns Rode Gordijn-trilogie. De andere twee zijn Strictly Ballroom (1992) en Moulin Rouge! (2001).
- Kate Winslet deed auditie voor de rol van Juliet. Later verscheen ze aan de zijde van Leonardo DiCaprio in Titanic (1997).
- Andere mogelijkheden voor de rol van Juliet waren: Reese Witherspoon, Christina Ricci, Natalie Portman, Sarah Michelle Gellar en Jennifer Love Hewitt.
- Zowel Christian Bale als Ewan McGregor deden auditie voor de rol van Mercutio, die uiteindelijk ging naar Harold Perrineau.